# Dharmanagar
Dharmanagar è una suddivisione dell'India, classificata come nagar panchayat, di 30.785 abitanti, situata nel distretto del Tripura Settentrionale, nello stato federato del Tripura. In base al numero di abitanti la città rientra nella classe III (da 20.000 a 49.999 persone).

## Geografia fisica
La città è situata a 24° 22' 60 N e 92° 10' 0 E e ha un'altitudine di 19 m s.l.m..

## Società

### Evoluzione demografica
Al censimento del 2001 la popolazione di Dharmanagar assommava a 30.785 persone, delle quali 15.551 maschi e 15.234 femmine. I bambini di età inferiore o uguale ai sei anni assommavano a 2.756, dei quali 1.389 maschi e 1.367 femmine. Infine, coloro che erano in grado di saper almeno leggere e scrivere erano 26.191, dei quali 13.561 maschi e 12.630 femmine.